# 수잔 세인트 제임스

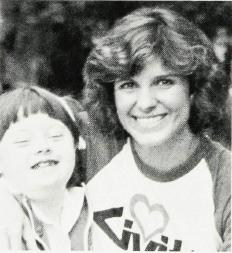

수잔 세인트 제임스(Susan Saint James, 1946년 8월 14일 ~ )는 미국의 영화배우, 텔레비전 배우, 배우, 모델이다.
로스앤젤레스에서 태어났다.

## 방송
- 형사 맥밀란

## 영화
- 아이 테이크 디즈 맨 (1983년)
- 카본 카피 (1981년)
- 드라큐라 도시로 가다 (1979년)
- 도시의 블루스 (1977년)
- 형사 맥밀란 (1971년)
- 비밀지령 (1968년)
- 아이언 사이드 (1967년)